# Kolizja z dzikim zwierzęciem

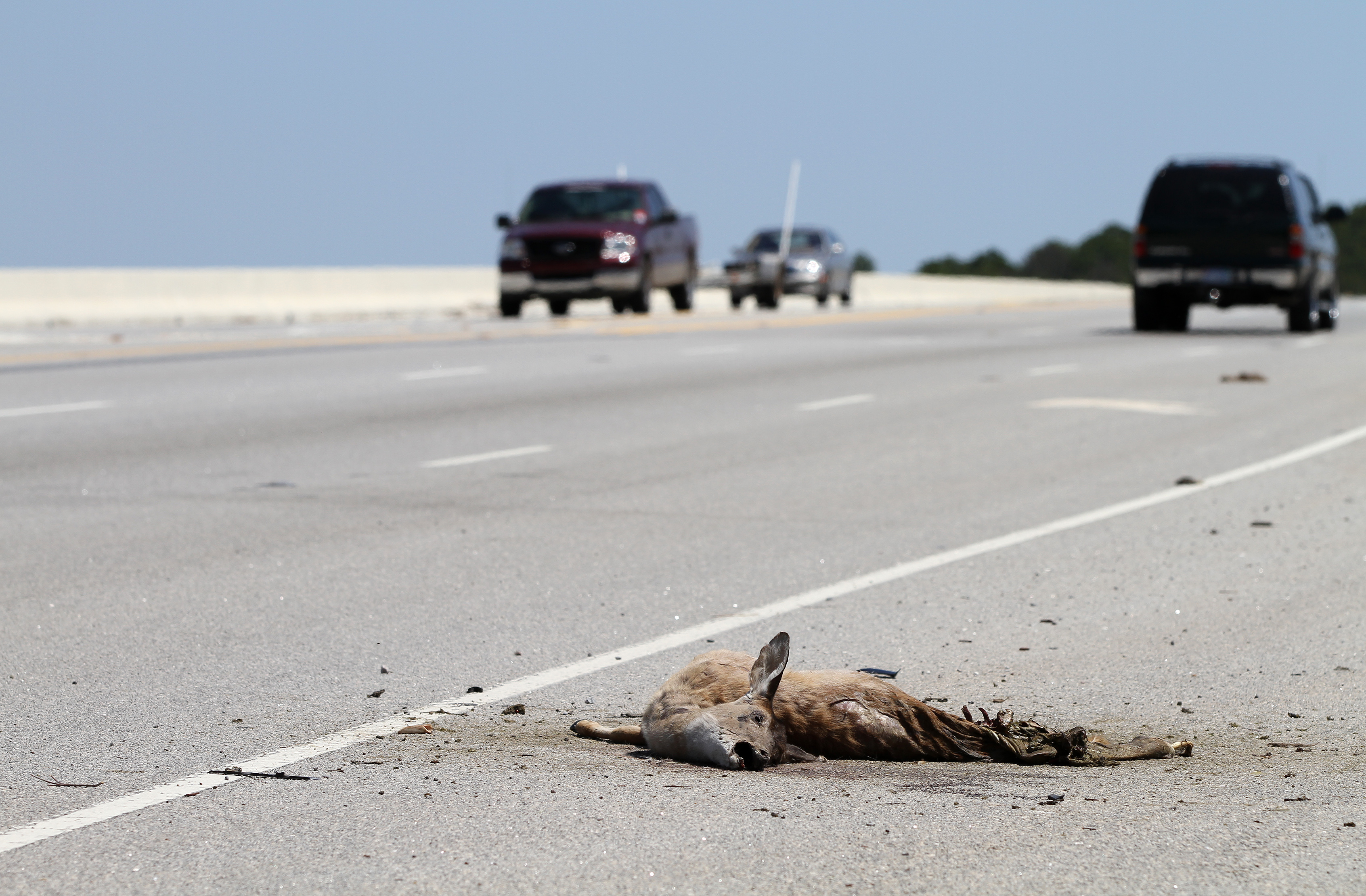
Truchło jelenia, śmiertelnie potrąconego na 170/Okatie Highway w USA

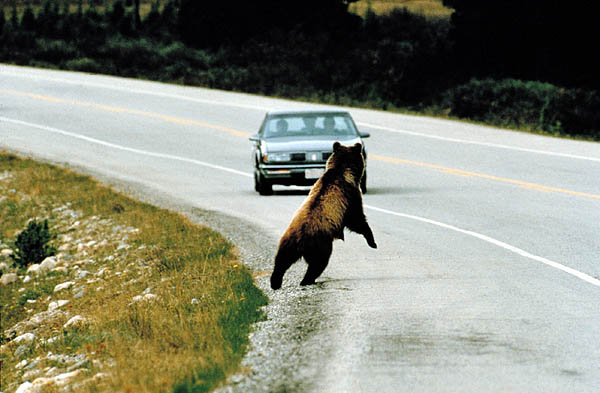
Szeroko rozpowszechnione duże drapieżniki, takie jak niedźwiedź, są szczególnie narażone na potrącenia

Kolizja z dzikim zwierzęciem jest zdarzeniem drogowym, w wyniku którego zwierzę zostaje potrącone lub zabite przez kierowcę pojazdu mechanicznego. Kolizje pojazdów z dziką fauną i florą są coraz częściej tematem badań akademickich mających na celu zrozumienie przyczyn wypadków i sposobów ich łagodzenia.

## Historia

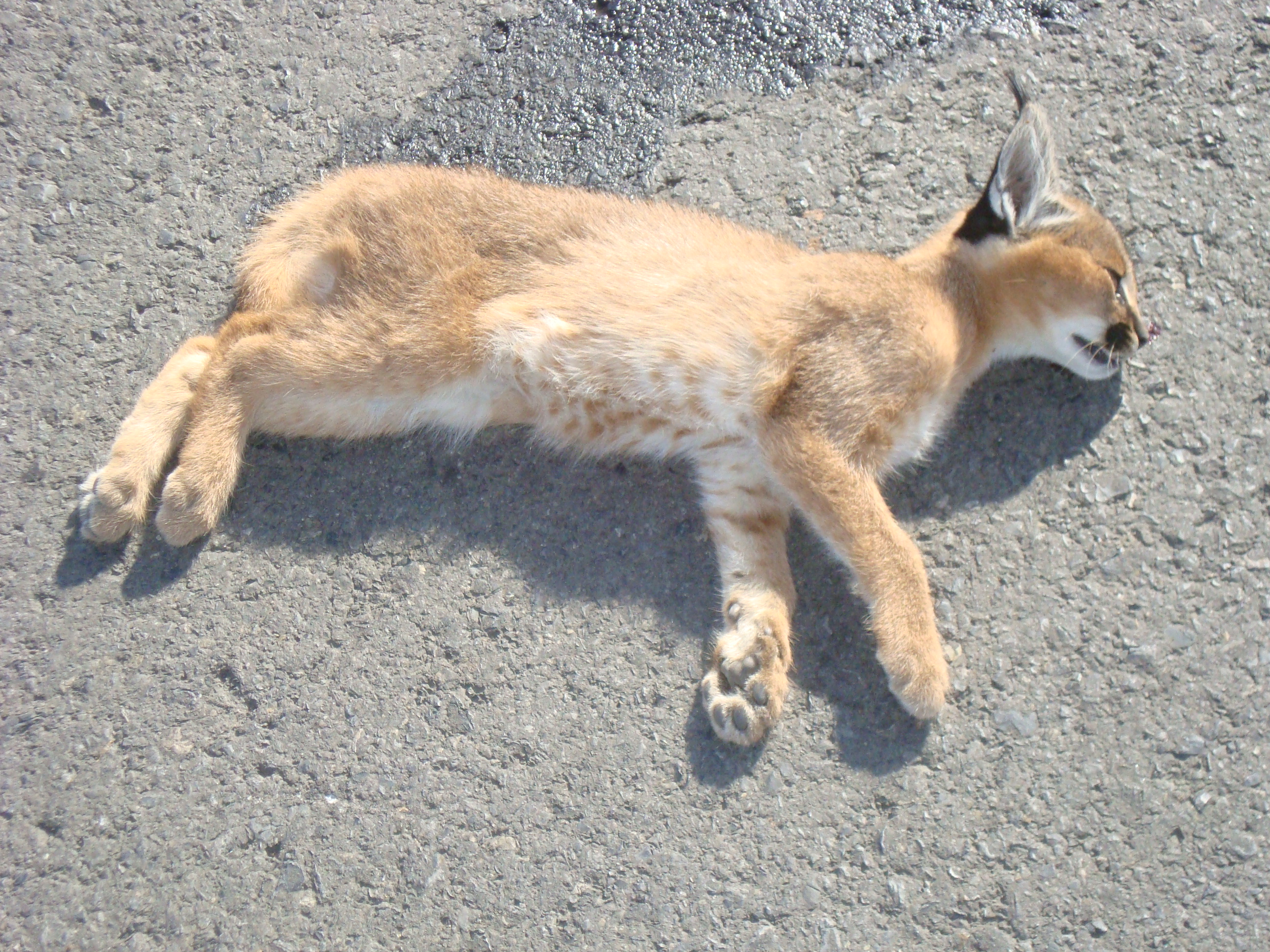
Karakal zabity na drodze w Afedena w Etiopii

W zasadzie nie zdarzały się przed epoką zmechanizowanego transportu. Pojawiają się na początku XX wieku wraz ze wzrostem prędkości pojazdów. W 1920 roku przyrodnik Joseph Grinnell napisał o swoich obserwacjach przeprowadzonych w stanie Kalifornia: „Niedawno pojawiła się nowa przyczyna spadku liczebności zwierząt. Gdyby oszacować długość podobnych dróg w stanie, każdego dnia może dochodzić do setek, nawet tysięcy, wypadków śmiertelnych."
W Europie i Ameryce Północnej najczęściej dochodzi do z zdarzeń z udziałem jeleni. Australia jest krajem, w którym przyjęła się wyjątkowa metoda zapobiegania niszczeniom pojazdów przy takich kolizjach. Na przednim zderzaku samochodów umieszcza się metalowe osłony (ang. bullbars; w Australii też roo bars w odniesieniu do kangura – kangaroo).

## Skutki
Wzrost ilości dróg powoduje ingerencję w dzikie siedliska i izolację populacji, co utrudnia przemieszczanie się zwierząt i w efekcie zwiększenie ilości zajść. Jeden z autorów stwierdza: „Nasze odizolowane, przemysłowe sumienia odgradzają od bytów przed przednimi szybami”. Do kolizji przyczynia się: brak wyobraźni kierujących, niezwracanie uwagi na sytuację drogową, jazda z prędkością uniemożliwiającą zatrzymanie się w nagłej potrzebie oraz rozproszenie za kierownicą. Truchła potrąconych zwierząt są ignorowane przez innych uczestników drogi, co buduje atmosferę obojętności i braku chęci poprawy sytuacji.

### Zamierzone kolizje
źródło:
Obserwacje prowadzone w Ontario w Kanadzie w 1996 r. wykazały, że wiele gadów zginęło na skrajnych częściach jezdni, których opony rzadko dotykają. Prowadziło to do wniosku, że niektórzy kierowcy celowo powodują zdarzenia (str. 138). Aby zweryfikować tę hipotezę, w 2007 roku przeprowadzono doświadczenie. Wyniki wskazują, że 2,7% kierujących celowo najeżdżało na wabiki imitujące węże i żółwie. Zachowanie zdarzało się częściej wśród mężczyzn niż kobiet (str. 140-141). Niektórzy przy tym manewrze przyspieszali (str. 142). Z drugiej strony, 3,4% kierowców płci męskiej i 3% żeńskiej widząc wabik, zatrzymywało się (str. 140).

### Nagromadzenie soli drogowej
Oznakowanie akustyczne zmniejsza prawdopodobieństwo zjechania z właściwego pasa ruchu. Jednak na używanych do jego wykonania komponentach może się gromadzić sól drogowa (w obszarach gdzie jest stosowana w okresie zimowym). Takie skupiska soli mogą przyciągać zarówno małe, jak i duże zwierzęta poszukujące lizawek. To zwiększa ryzyko kolizji z nimi oraz innych zdarzeń drogowych.

## Obszar i nasilenie występowania
Każdego dnia na drogach ginie bardzo duża liczba ssaków, ptaków, gadów, płazów i bezkręgowców. Liczbę tę w Stanach Zjednoczonych szacuje się na milion dziennie, a na całym świecie – około 5,5 miliona. Po ekstrapolacji daje to ponad 2 miliardy rocznie.
Szacunkowa liczba ptaków zabitych na drogach w różnych krajach europejskich waha się od 350 000 do 27 milionów, w zależności od czynników takich jak: położenie geograficzne, ścieżki migracji ptaków.

## Narażone gatunki
Ilość utraconych na drogach zwierząt może być bardzo znacząca dla gatunków o małych populacjach. Szacuje się, że zdarzenia te są przyczyną 50% zgonów pantery florydzkiej (Puma concolor coryi) i stanowią największą część przyczyn śmiertelności borsuków w Anglii. Kolizje drogowe uważa się za znaczącą przyczynę spadku populacji wielu zagrożonych gatunków, w tym wilka, koali i niełaza. Na Tasmanii (Australia) pod kołami giną najczęściej kitanki i pandemony rudobrzuche (Thylogale billardierii). Wedle doniesień, w Boliwii ofiarą wypadku samochodowego był ocelot andyjski, przedstawiciel gatunku zagrożonego.
W 1993 r. 25 szkół ze stanu Nowa Anglia (USA) przeprowadziło badanie dotyczące kolizji drogowych, w których zginęło 1923 zwierząt. Ofiary podzielono na kategorie: 81% ssaków, 15% ptaków, 3% gadów i płazów, 1% niemożliwych do określenia. Ekstrapolując te dane na cały kraj, Merritt Clifton (redaktor Animal People Newspaper) oszacował, że w Stanach Zjednoczonych pojazdy silnikowe zabijają rocznie: 41 milionów wiewiórek, 26 milionów kotów, 22 milionów myszowatych, 19 milionów oposów, 15 milion szopowatych, 6 milionów psów i 350 000 jeleniowatych. Wynik badania mógł zostać zachwiany z racji, że truchła większych zwierząt (np. szopów) łatwiej oznaczyć niż choćby żab. To wpływa na dane raportów, w których przeważają ssaki, a ilość ginących ptaków i płazów jest prawdopodobnie niedoszacowana. Badanie nie zostało opublikowane w uznanej literaturze naukowej.

### Owady
Badanie przeprowadzone w 2007 roku wykazało, że owady również są bardzo narażone na kolizje oraz zależność między liczbą uśmierconych owadów a zagęszczeniem pojazdów.
Spadek liczby owadów zabijanych przez pojazdy nazywany jest zjawiskiem przedniej szyby (ang. windshield phenomenon) W latach 2003–2004 Królewskie Towarzystwo Ochrony Ptaków zbadało niepotwierdzone doniesienia o tymże, prosząc kierowców o umieszczenie z przodu samochodu prostokąta z PCW wielkości pocztówki, zwanego „splatometer”. W akcji wzięło udział prawie 40 000 osób, wyniki wykazały jedną kolizję z owadem na każde przejechane 8 km. Kontrastuje to z sytuacją sprzed 30 lat, kiedy ilość owadów na karoseriach była znaczniejsza. To potwierdza spadek ich liczby w środowisku Wielkiej Brytanii.
W 2011 roku holenderski biolog Arnold van Vliet nadzorował podobne badanie dotyczące owadów ginących na tablicach rejestracyjnych samochodów. Na każde 10 pokonanych kilometrów określił dwa przypadki. Oznacza to około 1,6 biliona owadów rocznie w Holandii i około 32,5 biliona w Stanach Zjednoczonych (jeśli wynik zostanie ekstrapolowany). Przekładając dane na skalę światową, liczba wynosi 228 bilionów na rok.

### Padlinożercy
Choć rzadko uważa się to za pozytywny aspekt kolizji, regularnie dostarczają padliny gatunkom takim jak sępy, krukowate, lisy, dydelfy wirginijskie i szeroko zakrojonym owadom żerującym na mięsie. Jednak truchła zabitych na drogach zwierząt są zwykle szybko usuwane, czasami w ciągu kilku minut od zdarzenia. Fakt ten może zmniejszać znaczenie tych oddziaływań, jak również powodować zaniżanie szacunków co do liczby osobników ginących przez pojazdy. W miejscach, gdzie ryzyko kolizji jest szczególnie wysokie, ptaki drapieżne żywią się wyłącznie potrąconymi zwierzętami, a nawet można je zobaczyć obserwujące okolice ze słupów elektrycznych czy drzew. Widzą zdarzenie drogowe i natychmiast rozpoczynają żerowanie. Wzrasta wówczas ryzyko, że sami staną się ofiarami wypadku. Podlegają presji ewolucyjnej, by zwracać uwagę na sytuację drogową.
Z kolei na obszarach, z których wypędzono padlinożerców (takich jak wiele obszarów miejskich), truchła często gniją w miejscu na jezdniach i są wtórnie degradowane przez innych uczestników ruchu. Szczątki muszą tam ręcznie usuwać i przekazywać do kremacji sanitarnej pracownicy zarządcy drogi. Fakt ten zwiększa negatywne oddziaływanie publiczne związane z kolizjami z udziałem dzikich zwierząt. Zwiększa też publiczne nakłady, które można by przeznaczać na przykład na rozbudowy i modernizacje dróg.

## Badania

### Projekty obserwacji kolizji
Badanie wypadków z udziałem zwierzyny okazało się owocne przy zastosowaniu metody nauki obywatelskiej. Od 2009 r. w USA uruchomiono ogólnostanowe systemy obserwacji kolizji, w ramach których setki obserwatorów zgłaszają je drogą internetową. Są nimi zazwyczaj przyrodnicy lub zawodowi naukowcy i dostarczają m.in. informacje identyfikacyjne i lokalizacje. Te ukazują się na stronie internetowej i służą specjalistom do ustalenia przyczyn zajść, rozmieszczenia siedlisk, migracji i innych badań. Taki system wdrożono w Kalifornii, Maine i Idaho. Zbierane informacje pomagają w określeniu ogólnego wpływu kolizji na dane taksony. Magazynują dla naukowców dużą pulę danych, szczególnie odnośnie rozpoznawalnych i łatwo zauważalnych gatunków. W pozostałych przypadkach muszą oni zachowywać ostrożność, gdyż badania wykazały, że błędna identyfikacja nie jest tu rzadkością.
W Wielkiej Brytanii w 2012 r. Cardiff University uruchomił projekt The Road Lab (dawniej Project Splatter) w celu oszacowania wpływu dróg i samochodów na krajową przyrodę. Od tego czasu gromadzi dane na swojej stronie internetowej oraz na kilku platformach społecznościowych.
W 2015 roku indyjska Environment Conservation Group zainicjowała podobną akcję „Provide Animals Safe Transit on Highways” (PATH; Zapewnienie Zwierzętom Bezpiecznego Przejścia przez Autostrady). Zespół pięciu działaczy pod przewodnictwem R. Mohammeda Saleema podjął w jego ramach czterdziestodniową ekspedycję, obejmującą ponad 17 000 kilometrów i obszar 22 stanów. Celem było prowadzenie badań oraz szerzenie świadomości odnośnie kolizji ze zwierzętami. Dane projektu publikowane są w Internecie.
Na terenie Republiki Czeskiej internetowy system zgłaszania wypadków z udziałem zwierząt Srazenazver.cz gromadzi zarówno profesjonalne (policja, zarządy dróg), jak i oddolne informacje dotyczące zdarzeń z dzikimi zwierzętami. Użytkownicy mają możliwość ich wprowadzania, edycji i przeglądania. Te są prezentowane w formie map, wykresów, tabel i analizowane online (identyfikacja hotspotów KDE+, statystyki obszarów).
W Australii zbliżone dane odnośnie wombatowatych gromadzone są w ramach obywatelskiego projektu WomSAT.

### Stanowy przewodnik identyfikacji zwierzęcych ofiar wypadków drogowych
Pierwsza taka publikacja została opracowana przez agencję stanową w Ameryce Północnej i opublikowana przez British Columbia Ministry of Transportation (BCMoT) w Kanadzie w 2008 r. „Wildlife Roadkill Identification Guide” skupił się na najpowszechniejszych dużych drapieżnikach i kopytnych występujących w Kolumbii Brytyjskiej. Jego zadaniem jest pomoc konserwatorom dróg w identyfikacji znalezionych potrąconych zwierząt w ramach ich obowiązku uzupełniania danych w Wildlife Accident Reporting System (WARS).

## Działania prewencyjne

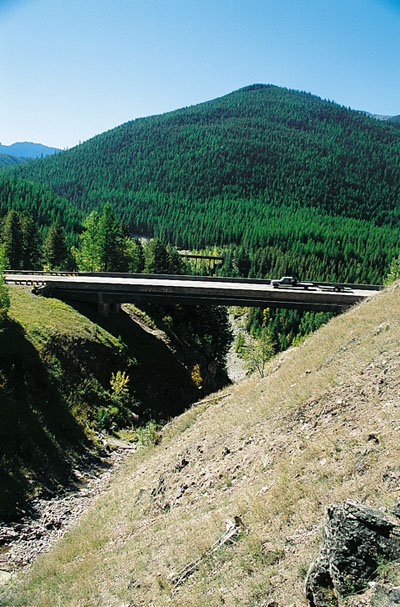
Kozły śnieżne, aby dotrzeć do lizawki, przechodziły na drugą stronę kanionu drogą US Route 2. Teraz mogą korzystać z dolnych przejść, osłoniętych drzewami i rzeźbą terenu

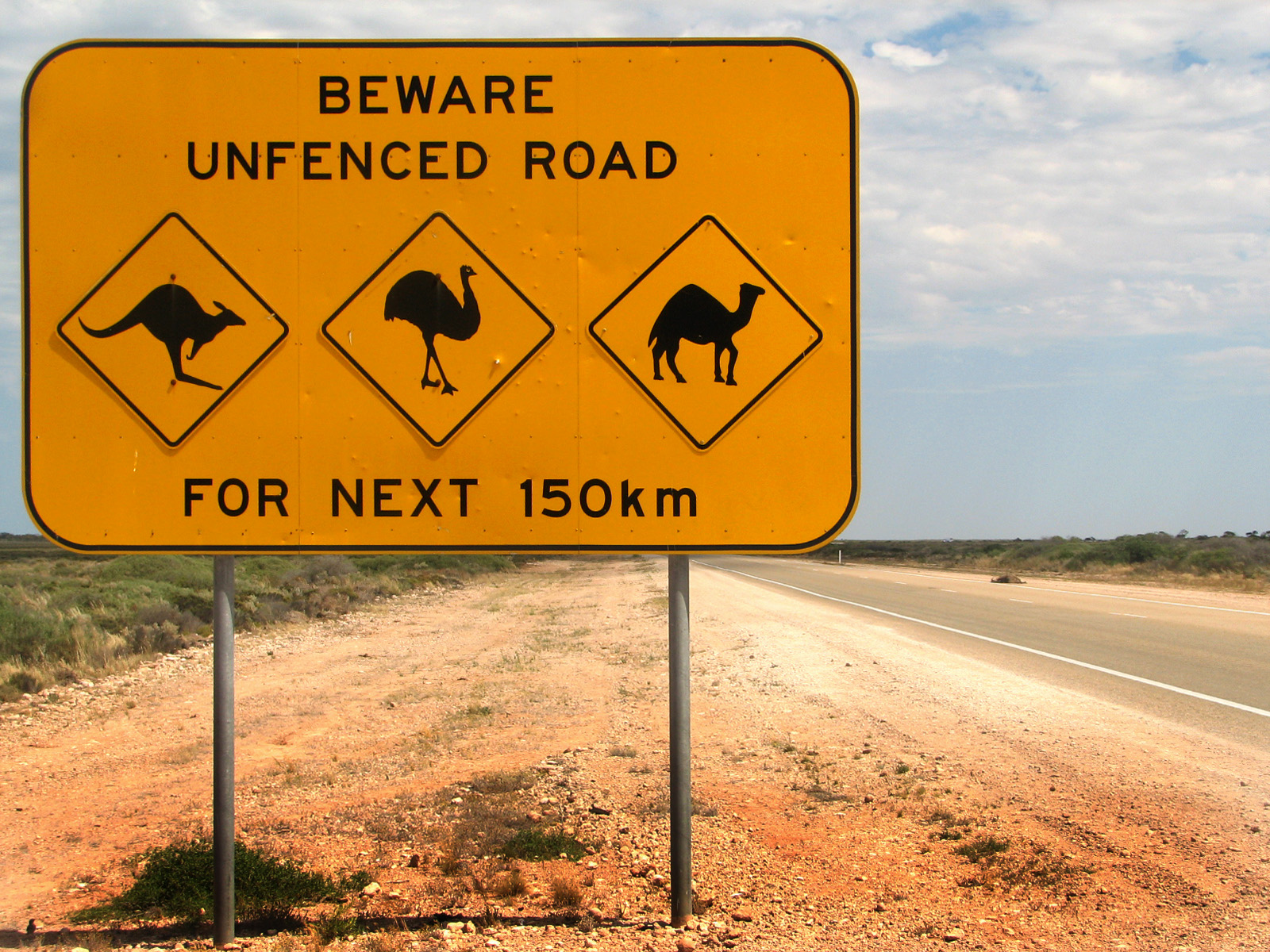
Na obszarach o dużym zagęszczeniu zwierzyny często stosuje się znaki drogowe. Nie zawsze są skuteczne, o czym świadczy martwe emu w tle po prawej stronie.

Kolizje ze zwierzętami niosą wiele negatywnych konsekwencji:
- Cierpienie i śmierć zwierząt uderzonych przez pojazdy;
- Obrażenia (śmierć) osób w pojeździe;
- Poważne szkody dla gatunków zagrożonych;
- Straty w zwierzętach gospodarskich i domowych;
- Uszkodzenia pojazdów;
- Straty ekonomiczne (koszty napraw, prac porządkowych, itp.);
- Spadek walorów estetycznych, szczególnie dotkliwy dla obszarów turystycznych[17].

Niezależnie od miejsca wdrażania, istnieją dwa główne typy środków zmniejszających ilość incydentów: zmiana postępowania kierowców i zmiana zachowań dzikich zwierząt.
Cel pierwszy można osiągnąć na trzy sposoby. Jednym jest zwiększanie świadomości społecznej i pomaganie ludziom w zrozumieniu, że zmniejszenie liczby zwierzęcych ofiar przyniesie korzyści ich społeczności. Drugi to uwidocznienie obszarów zagrożonych za pomocą znaków poziomych i pionowych oraz oświetlenia. Ostatnią możliwość stanowi fizyczne ograniczenie prędkości ruchu drogowego przez zastosowanie tzw. szykan lub progów zwalniających.
Na zachowanie zwierząt także można wpłynąć trzema podstawowymi metodami. Jedną jest zniechęcenie ich do przebywania w pobliżu dróg poprzez ograniczanie zasobów żywnościowych w ich najbliższej okolicy, albo stosowanie oświetlenia – dzikie zwierzęta nie pozostają długo na widoku. Inny pomysł to używanie gwizdów ultradźwiękowych, odblasków i odgrodzeń. Trzecim jest budowa tzw. zielonych mostów nad i pod ciągami komunikacyjnymi.
Zatrzymywanie pojazdu na pasie drogi szybkiego ruchu w celu przepędzenia zagrożonego zwierzęcia jest niezgodne z prawem, a także niebezpieczne dla tego i pozostałych kierowców. Podobne działania należy podejmować, mając na uwadze przepisy i innych uczestników ruchu.

### Duże zwierzęta

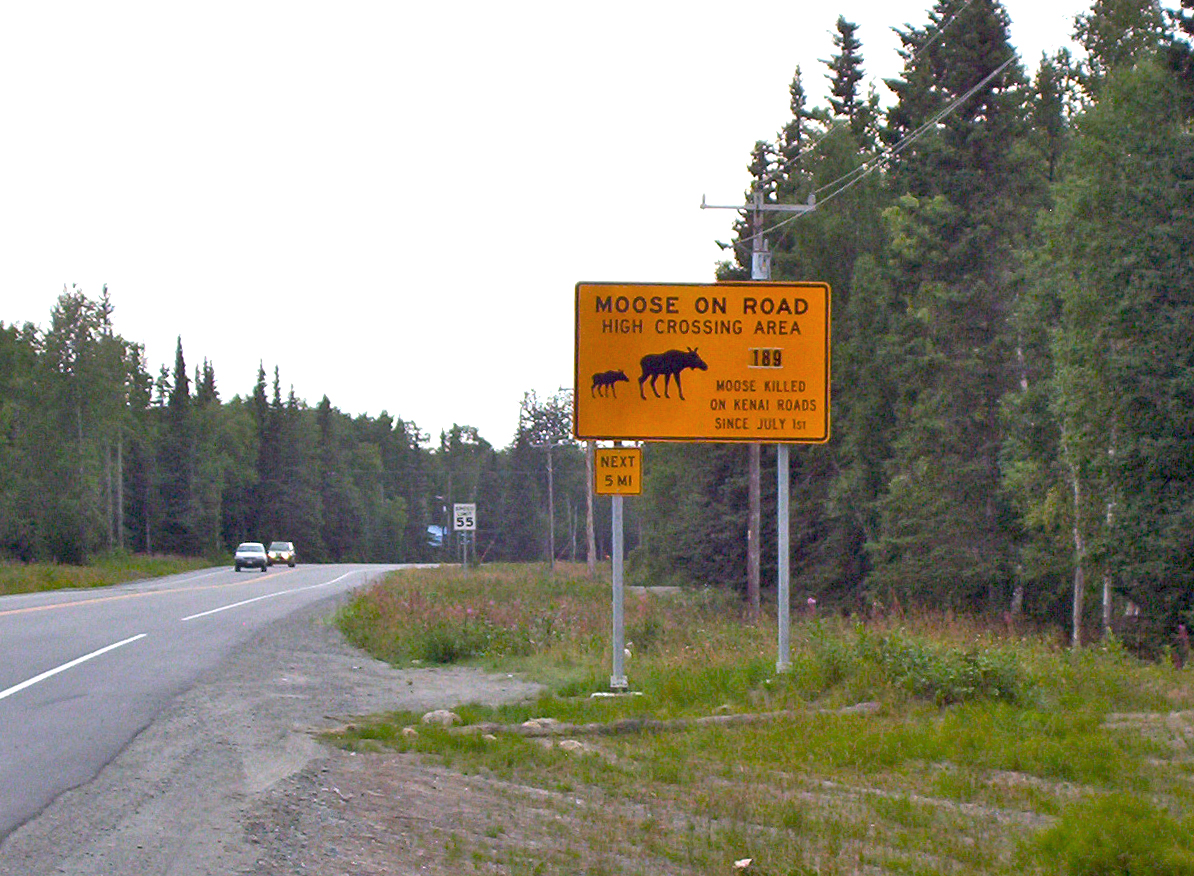
Znak drogowy ostrzegający przed łosiami z podaną ilością zdarzeń w regionie (Kenai, Alaska). Zniwelowano roślinność w pobliżu drogi, by poprawić widzialność zbliżających się łosi.

Szacuje się, że w USA rocznie zgłasza się 1,25 miliona roszczeń ubezpieczeniowych z tytułu kolizji z jeleniowatymi, co stanowi 1 roszczenie na 169 związanych ze zderzeniami drogowymi.
Kolizje ze zwierzętami mającymi poroże są szczególnie niebezpieczne, lecz każde duże zwierzę o długich nogach (np. konie, większe bydło, wielbłądy) stwarza podobne ryzyko przebicia się do wnętrza pojazdu. Częste są również obrażenia spowodowane utratą sterowności podczas próby uniknięcia zderzenia ze zwierzęciem lub bezpośrednio po nim. Na czas zmierzchu i świtu ryzyko kolizji jest najwyższe.
Zalecaną reakcją po dostrzeżeniu dużego zwierzęcia (np. łosia) na drodze jest zmiana pasa ruchu (jeśli to możliwe) oraz unikanie gwałtownych skrętów, mogących prowadzić do utraty kontroli nad pojazdem. Gdyby nie dało się uniknąć zderzenia, trzeba starać się uderzyć w tylną część zwierzęcia, co zwiększa szansę, że przebiegnie ono w przód. Kierowcy, którzy widzą jelenia w pobliżu lub na jezdni, winni mieć świadomość, że najpewniej w pobliżu znajdują się pozostali członkowie stada.
Akustyczne odstraszacze zwierzyny montowane na pojazdach (ang. deer horns – tzw. rogi jelenia) mogą ostrzegać zwierzynę o zbliżających się samochodach, ale ich skuteczność jest kwestionowana. Te ultradźwiękowe gwizdki wykorzystują przepływ wiatru i są często promowane jako tani i prosty sposób na zmniejszenie ryzyka kolizji z dzikimi zwierzętami. W jednym badaniu poziom ciśnienia akustycznego gwizdka wynosił 3 dB więcej niż samego pojazdu, lecz nie spowodował zauważalnej różnicy w zachowaniu zwierząt.
W Australii kangurowate są gatunkami najczęściej potrącanymi i zabijanymi przez pojazdy. Zderzenia powodują znaczne szkody, a nawet ofiary śmiertelne. Na drugim miejscu znajdują się wombatowate. Zauważone wypadki z ich udziałem można zamieszczać na platformie WomSAT, co pomoże we wdrażaniu strategii prowadzących do zmniejszenia liczby incydentów.

### Małe zwierzęta
Wiewiórki, króliki, ptaki i inne małe zwierzęta są często miażdżone przez pojazdy. Skręcanie i hamowanie przed nimi może prowadzić do poważnych wypadków. Takie manewry są często bezcelowe, gdyż małe osobniki mają znacznie lepszy czas reakcji niż kierowcy w ciężkich pojazdach. Kierujący niewiele może zrobić, aby uniknąć nieprzewidywalnej wiewiórki lub królika. Sugerowanym sposobem postępowania jest kontynuowanie bezpiecznej jazdy i pozwolenie zwierzęciu na podjęcie decyzji, w którą stronę biec lub lecieć. Większość takich spotkań kończy się bez szkody dla żadnej ze stron.

### Jazda w godzinach nocnych
Chociaż do zdarzeń może dojść o każdej porze dnia, jelenie przemieszczają się zwykle o zmierzchu i świcie. Szczególnie w okresie godowym od października do grudnia, a także pod koniec marca i na początku kwietnia. Ponadto, widoczność, zwłaszcza boczna, jest nocą ograniczona. Dla przykładu, pingwiny są częstymi ofiarami wypadków drogowych w Wellington (Nowa Zelandia) ze względu na ciemne ubarwienie oraz fakt, że wychodzą na brzeg o zmierzchu, a do wody zmierzają z rana.
Kierujący pojazdy nocą powinni w miarę możliwości zmniejszyć prędkość i używać świateł drogowych, aby zyskać jak najwięcej czasu na uniknięcie kolizji. Jednakże, gdy reflektory są blisko zwierzęcia, ma ono trudności z dostrzeżeniem samochodu. Prowadzący nocny tryb życia widzą lepiej przy słabym świetle. Co więcej, blask oślepia niektóre gatunki (np. króliki), które zamiast uciekać, zatrzymają się na drodze. Dlatego dobrą praktyką może być chwilowe włączenie świateł mijania w bliskiej odległości od osobnika.
Prosta taktyka polegająca na zmniejszaniu szybkości i obserwacji obu skrajów drogi, może poprawić bezpieczeństwo kierowców w nocy. Daje także możliwość dostrzeżenia odbicia w oku zwierzęcia, zanim zobaczą samo zwierzę.

### Przejścia dla dzikich zwierząt
Tak zwane zielone mosty umożliwiają zwierzętom swobodne przemieszczanie się nad lub pod drogami. Są szeroko stosowane w Europie, ale także w kilku lokalizacjach w USA i części zachodniej Kanady. Ponieważ budowa nowych autostrad pogłębia fragmentację siedlisk, takie przejścia mogą odegrać ważną rolę w ochronie zagrożonych gatunków.
W Stanach Zjednoczonych na odcinkach dróg, gdzie często dochodzi do spotkań ze zwierzętami, zwykle znajdują się właściwe znaki ostrzegawcze. Na zachodzie Ameryki drogi mogą przebiegać przez obszary otwartych pastwisk (ang. open range), gdzie nic nie oddziela kierowców od bydła. Za ostrym zakrętem może tam sobie stać stado. Takie tereny są opatrzone ostrzeżeniami i specjalnymi przejściami dla zwierząt, zwanymi cattle guard (dosł. strażnicy bydła).
W celu zmniejszenia szkód ze strony zwierząt w wysokości 1,2 miliarda dolarów, kilka stanów USA posiada obecnie zaawansowane systemy ochrony kierowców przed dużymi zwierzętami. Jeden z takich nosi nazwę Roadway Animal Detection System (RADS; System Wykrywania Zwierząt na Drogach). Czujniki zasilane energią słoneczną mogą wykryć duże zwierzęta (jelenie, niedźwiedzie) w pobliżu jezdni, a następnie uruchomić światło, aby ostrzec nadjeżdżających. Działają, w zależności od terenu, dla odległości od 200 metrów do nieskończoności.

### Przejścia koronami drzew

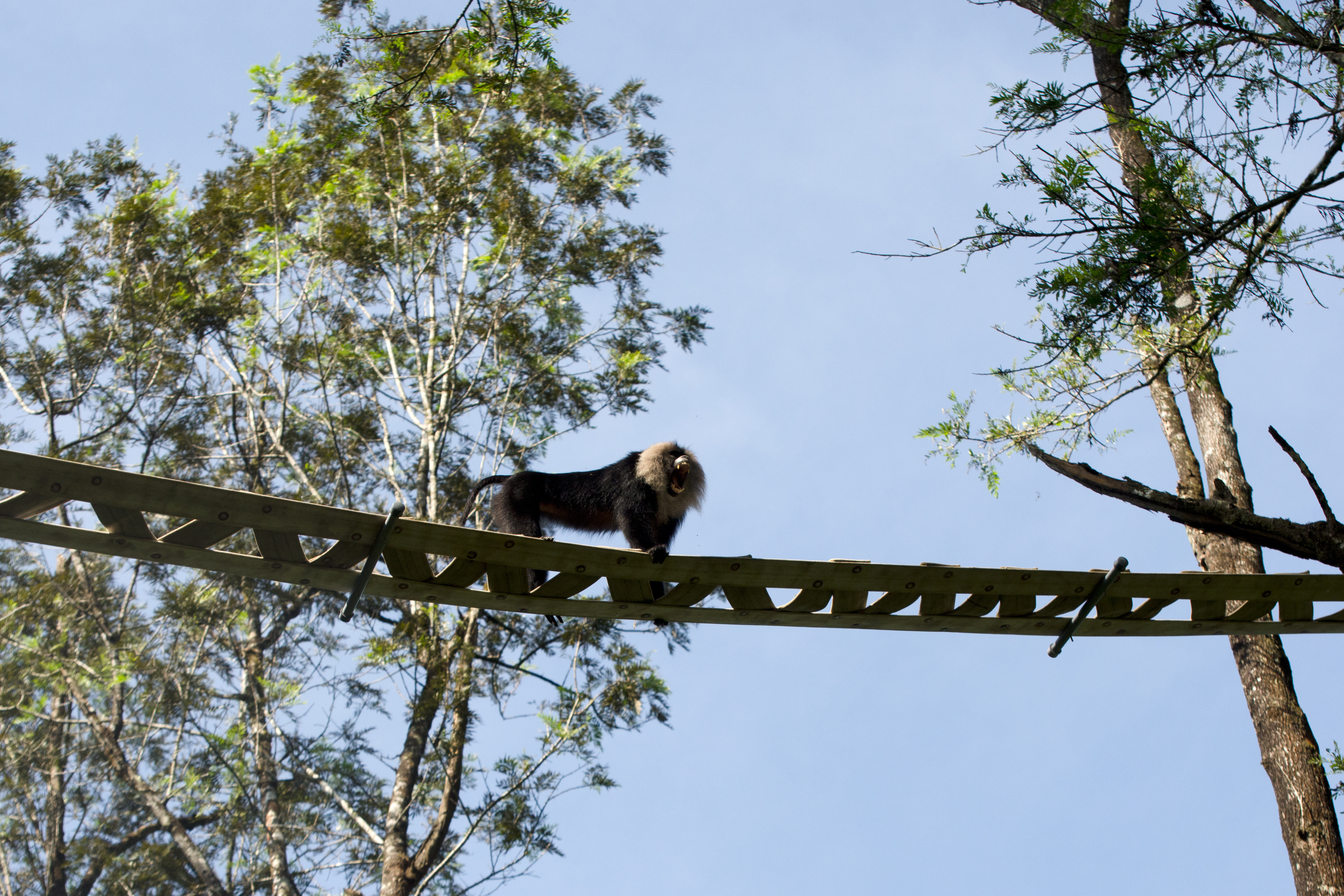
Makak lwi (Macaca silenus) na kładce (Arunachala)

Usuwanie drzew związane z budową dróg powoduje powstawanie luk w podszyciu lasu, co zmusza gatunki go przemierzające do zejść na jezdnię. Dlatego zbudowano kładki dla wiewiórek rudych w Wielkiej Brytanii, małp colobini w Kenii i pseudopałankowatych na dalekiej północy Queensland (Australia). To stosunkowo szybka i tania sposobność na ograniczenie zdarzeń drogowych.

### Szlaki ucieczkowe
Nasypy, rowy i bariery drogowe mogą uniemożliwić zwierzynie ucieczkę. Dlatego przy ścieżkach dojazdowych do głównych dróg powstają szlaki ucieczkowe. Można je uznać za jeden z najbardziej użytecznych środków, możliwych do wdrożenia w czasie prac modernizacyjnych. Badania reakcji zwierząt na dostępność takich szlaków można prowadzić w miejscach gdzie występują one naturalnie, przed przystąpieniem do budowy. 

### Odgrodzenia
W New Forest (południowa Anglia), zaproponowano ogrodzenie dróg w celu ochrony kucy New Forest. Jednakże propozycja ta jest kontrowersyjna.

## Kwestie porządkowe
Usuwanie zwierzęcych trucheł z dróg uważa się za niezbędne dla bezpieczeństwa publicznego. Działanie zapobiega odwracaniu uwagi kierowców oraz wypadkom spowodowanym obecnością ciała na jezdni. Zapobiega także kolejnym kolizjom z udziałem osobników żerujących na padlinach – na samej drodze lub próbujących przenieść ją do swojego stada. Czasami padłych zwierząt nie usuwa się, lecz przemieszcza w bezpieczne dla padlinożerców miejsce. Nie mogą to być rowy i inne cieki wodne, gdyż grozi to ich skażeniem. Przykrycie truchła trocinami pozwoli przyspieszyć jego rozkład, minimalizując jednocześnie nieprzyjemny zapach.
Przedstawiciele poszczególnych szczebli władzy dysponują służbami, które reagują na martwe zwierzęta na drogach po ich powiadomieniu.
Nowy Jork udostępnia internetowy formularz zgłoszeniowy, który mogą wypełniać mieszkańcy. W Stanie Nowy Jork obowiązuje procedura zgłaszania padłych zwierząt do Departamentu Ochrony Środowiska (Department of Environmental Conservation) – szczególnie jeśli chodzi o gatunki zagrożone wyginięciem lub narażone na nie w przyszłości.
W Toronto (Kanada) miasto przyjmuje prośby o usunięcie padliny telefonicznie. Jeśli zgłoszenie dotyczy głównej drogi, wniosek kierowany jest do służb odpowiedzialnych za jej utrzymanie. Może to być miasto, prowincjalny oddział Ministerstwa Transportu lub centrum operacyjne autostrad. W Ontario obywatelom w wielu okolicznościach przysługuje prawo zatrzymania padłej sztuki, ale fakt jej znalezienia musi zostać zgłoszony.

## Spożywanie potrąconej zwierzyny
Potrącony osobnik może zostać zjedzony przez człowieka. Istnieje kilka publikacji z przepisami dotyczącymi takich przypadków. Jednak spożycie takich zwierząt bywa obiektem żartów, a większość ludzi uważa je za groźne dla zdrowia i niehigieniczne. Przykładem jest próba legalizacji takiego wykorzystywania przypadkowo uśmierconych zwierząt w stanie Tennessee i reakcja opinii publicznej na ten pomysł. Niemniej jednak, w niektórych kulturach istnieje tradycja wykorzystywania świeżo potrąconych zwierząt jako pożywnego i ekonomicznego źródła mięsa, zbliżonego do tego uzyskiwanego z polowań.

## Odniesienia w kulturze

### Muzyka
Autor tekstów i wykonawca Loudon Wainwright III w 1972 roku wydał piosenkę Dead Skunk (in the Middle of the Road) (Martwy skunks na środku drogi). Zajęła ona 16. miejsce na liście Billboard Hot 100.
Amerykański zespół Phish często gra na swoich koncertach piosenkę Possum, pochodzącą z albumu The Man Who Stepped in Yesterday.Tekst traktuje o przedstawicielu dydelfowatych uśmierconym na drodze; padają słowa: Your end is the road (Twoim końcem jest droga).
The Horse Flies, amerykański zespół altrockowo-folkowy z Ithaca, na swoim albumie Gravity Dance z 1991 roku umieścił piosenkę Roadkill, w której pojawia się tekst: Eat what you kill (Zjedz to co zabiłeś).

### Sztuka
Kilku artystów wykorzystuje w swoich pracach tradycyjną taksydermię, podczas gdy inni eksperymentują z pochodnymi formami sztuki. Uznana artystka Claudia Terstappen fotografuje padliny na drogach i tworzy dużych rozmiarów odbitki z czarnym drugim planem, co ma symbolizować pustkę. Zaś amerykański artysta Gary Michael Keyes fotografuje je, przekształca w „totemy” i wystawia we własnej Resurrection Gallery. Stephen Paternite, także Amerykanin, wystawia prace z padlinami od lat 70. XX wieku.

### Literatura
Kanadyjski pisarz Timothy Findley tak opisał swoje doświadczenie widoku zabitych zwierząt na autostradach: „Truchła przy drodze lub na niej świadczą o obecności człowieka. Ich drobne gesty bólu – łapy, skrzydła i ogony – to najsmutniejsze, najbardziej samotne i porzucone sylwetki zmarłych, jakie mogę sobie wyobrazić. Kiedy przestaniemy zabijać zwierzęta tak, jakby były śmieciami, przestaniemy zabijać się nawzajem. Lecz autostrady pokazują naszą obojętność na śmierć, o ile jest to śmierć kogoś obcego. To postawa ludzkiego umysłu, której nie pojmuję."

### Antropologia
W publikacji z 2013 roku amerykańska antropolożka Jane Desmond szczegółowo zbadała, dlaczego amerykańska kultura i opinia publiczna nie potrafiły stawić czoła dużej ilości śmiertelnych kolizji. Doszła do wniosku: „Najprostsza odpowiedź jest taka, że (…) są to zwierzęta niemające właścicieli, pozbawione wartości pieniężnej lub emocjonalnej. Nie są zwierzętami domowymi ani gospodarskimi i nie mają charyzmatycznego odpowiednika w ogrodzie zoologicznym. jak słoń czy lew. To powoduje ignorowanie tej rzezi w dyskusjach społecznych i na płaszczyznach prawnych. Zapomina się o niej, choć jest stale widoczna.”

### Gry wideo
Istnieją symulatory prowadzenia pojazdu, w których gracze mogą rozjeżdżać zwierzęta, takie jak zręcznościowa wersja Cruis'n USA, a także gry wideo, w których steruje się zwierzęciem przekraczającym jezdnię tak, by uniknąć potrącenia, np.Frogger i Crossy Road.

## Więcej informacji
- Roger M. Knutson: Flattened Fauna, Revised: A Field Guide to Common Animals of Roads, Streets, and Highways. Wyd. drugie. Berkeley, CA: Ten Speed Press, 2006. ISBN 978-1580087551. Brak numerów stron w książce